# Tichodroma
1. redirect Trepadeira-dos-muros